# 97e régiment d'infanterie territoriale
Pour les articles homonymes, voir 97e régiment.
Le 97e régiment d'infanterie territoriale (97e RIT) est un régiment d'infanterie de l'armée de terre française qui a participé à la Première Guerre mondiale.

## Création et différentes dénominations

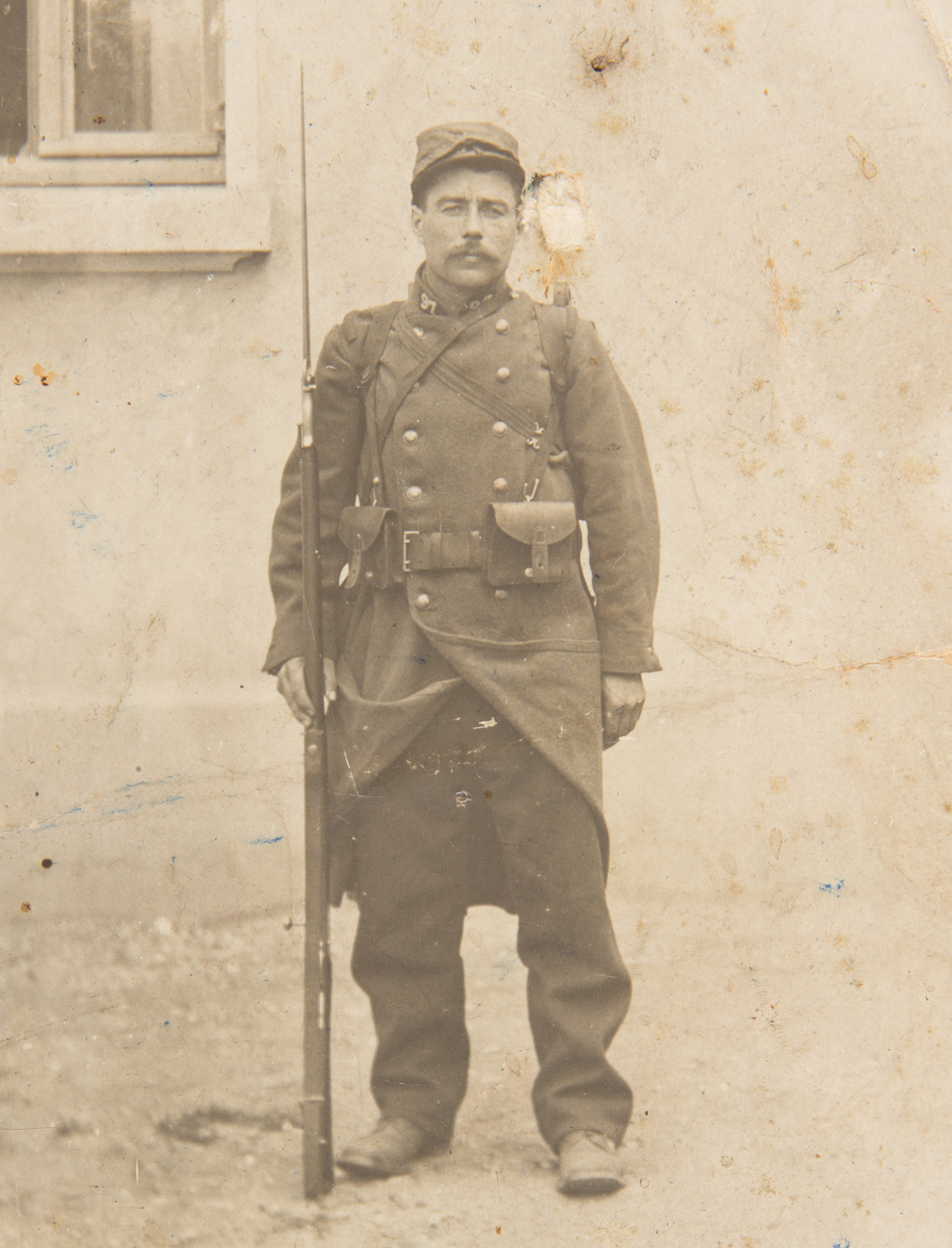
Un soldat du régiment photographié en 1914.

- 19 mars 1875 : le régiment reçoit son numéro en prévision de la mobilisation[1].
- 12 août 1914 : formation du régiment
- 12 août 1918 : dissolution, formation de deux bataillons de pionniers

## Chefs de corps
- 12 août 1914 - 11 octobre 1914 : lieutenant-colonel Simon
- 11 octobre 1914 - 28 juin 1916 : lieutenant-colonel Belmon (tué au combat à Verdun le 28 juin 1916)
- 29 juin 1916 - 24 septembre 1917 : lieutenant-colonel Gardin
- 24 septembre 1917 - 12 août 1918 : lieutenant-colonel de Verna

## Historique des garnisons, combats et batailles

### Première Guerre mondiale

#### Affectations
- 17 août - 11 octobre 1914 : place fortifiée de Lyon
- 11 octobre 1914 - 15 juin 1915 : 96e division d'infanterie territoriale (192e brigade)[2]
  - 21 octobre 1914 - 4 février 1915 : à la disposition de la 24e division d'infanterie
- 15 juin 1915 - 12 août 1918 : 6e corps d'armée[3]
  - 23 juin - 1er septembre 1915 : à la disposition de la 67e division d'infanterie
  - 1er septembre - 1er octobre 1915 : à la disposition du 2e corps d'armée colonial
  - 30 juin - 15 juillet 1916 : à la disposition de la 130e division d'infanterie
- Un bataillon de pionniers à la 21e division d'infanterie et un à la 154e division d'infanterie d'août à novembre 1918[2]

#### 1914
Le 97e régiment d'infanterie territoriale est mobilisé à Riom le 16 août 1914 en 13e région militaire. Il est formé de 4 bataillons de 4 compagnies chacune et de 2 sections de mitrailleuses "Châtellerault"[précision nécessaire]. Il comprend 4 113 officiers, sous-officiers et militaires du rang.

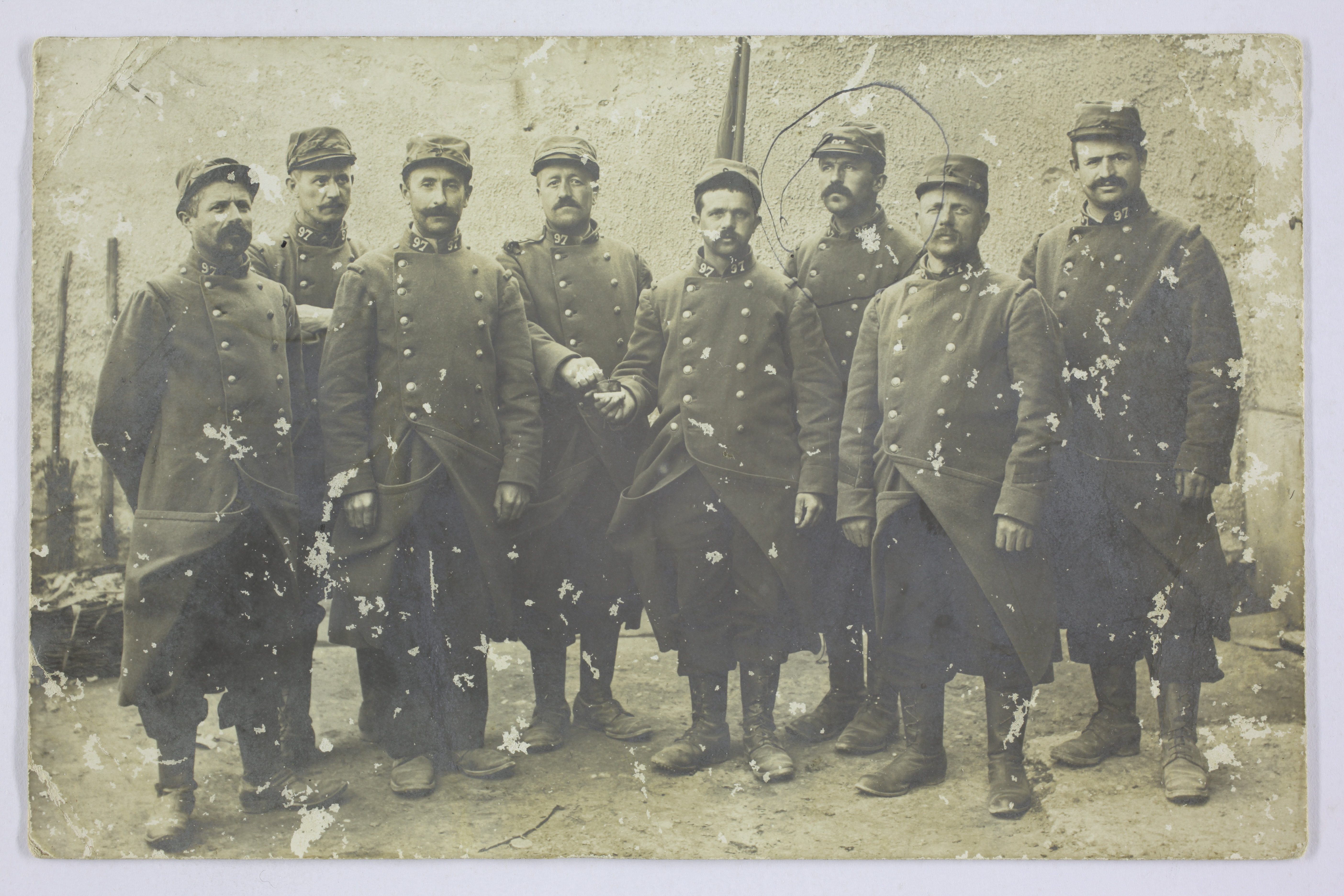
Soldats du, 1914.

- 17 - 30 août : dès la fin de sa mobilisation, 3 bataillons constituant le 97e RIT sont envoyés assurer la défense de Lyon. Le régiment est déployé dans la région sud, sud-est et est de la zone fortifiée de Lyon, sur la rive gauche du Rhône entre les forts de Feyzin et de Meyzieux. Le 4e bataillon est envoyé pour renforcer la défense de Besançon. Dans un premier temps, il est placé aux ordres du 64e RIT. Puis, le 11 novembre 1914, il est associé avec deux bataillons du 98e RIT de Montluçon pour former le 298e régiment d'infanterie territoriale à trois bataillons.
- 30 août - 9 septembre : transféré au camp de La Valbonne, instruction.
- 9 septembre - 11 octobre : le régiment retrouve ses positions dans la défense de Lyon, le 11 octobre mouvement vers Montluel.
- 11 - 17 octobre : mouvement vers le front par voie ferrée (VF). Il est débarqué à la gare de Livry sur Vesle.
- 18 octobre 1914 - 4 février 1915 : le 21 octobre, le régiment est mis à la disposition de la 24e division d'infanterie. Il occupe un secteur le long de l'actuelle départementale 931 dans un quadrilatère, ferme des Marquises, Prosnes, Villers Marmery, Verzy. Il subit son baptême du feu par un bombardement sur le village de Wez. Il alterne les missions logistiques et la garde aux tranchées. Ses pertes sont essentiellement concentrées dans le secteur de la Ferme des Marquises.

#### 1915

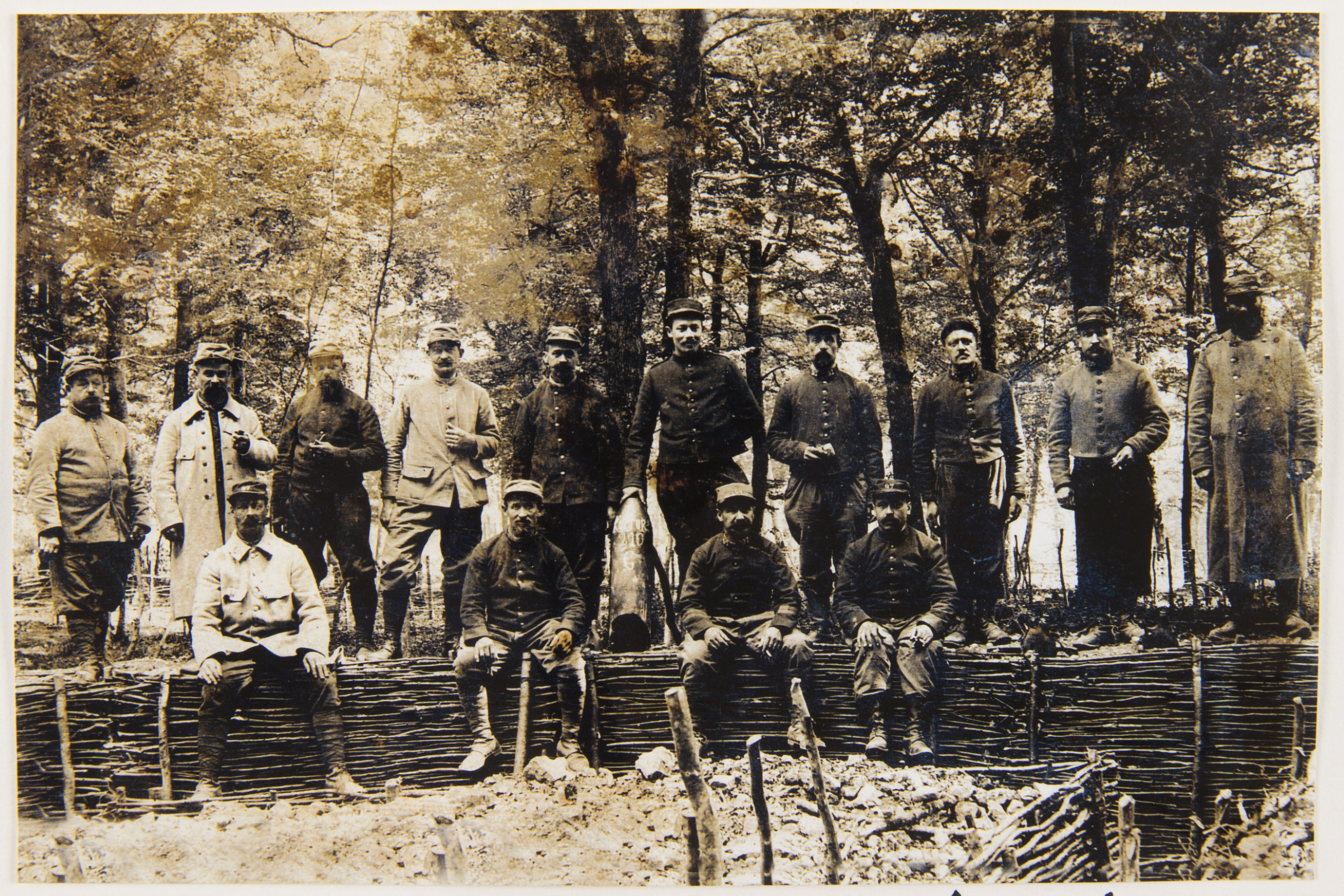
Soldats du en 1915, probablement dans le secteur de Prosnes.

- 4 février - 9 juin : mouvement de rocade, occupation d'un secteur du front vers Prosnes.
- 1er avril : les deux sections de mitrailleuses « Chatellerault » et une section de mitrailleuses « Puteaux » sont fusionnées pour former une compagnie de mitrailleuses.

- 9 - 23 juin : rassemblement à Mourmelon-le-Petit, transport par VF dans la région de Verdun, puis mouvement par étapes vers Saint-Mihiel. Le régiment est rattaché à la 67e division d'infanterie.
- 23 juin - 30 août : travaux d'aménagement du terrain et tâches de soutien logistique, occupation de secteur vers Marcaulieu, bois de Barmont, bois de Selouze-Mélèze.
- 30 août - 3 septembre : retrait du front, transport par VF dans la région d'Épernay, repos.
- 3 - 25 septembre : mouvement vers le secteur de Souain. Il est débarqué dans la région de la ferme du Piémont, employé à la confection de tranchées.
- 25 septembre - 1er octobre : en appui des 10e et 15e divisions d'infanterie coloniale qui avancent de Souain vers la Ferme de Navarin et la Butte de Souain. Le régiment est chargé d'occuper les tranchées de deuxième ligne au fur et à mesure de la progression. Malgré son positionnement en recul, il connaît des pertes non négligeables, 7 tués, 18 blessés, 1 disparu, dès le 25 septembre.
- 1er octobre - 10 novembre : organisation des positions conquises, le régiment est chargé de nombreuses missions de soutien, escorte des prisonniers, ravitaillement en munitions, transport des blessés, collection et enterrement des cadavres, récupération des armements et des matériels laissés sur le terrain sous une forte réaction allemande. Au cours de cette période, le régiment déplore la perte de 177 hommes.
- 10 novembre 1915 - 1er juin 1916 : poursuite de l'organisation du terrain et des lignes arrière au bois Sabot, au bois de l'Obus et à Suippes.

#### 1916

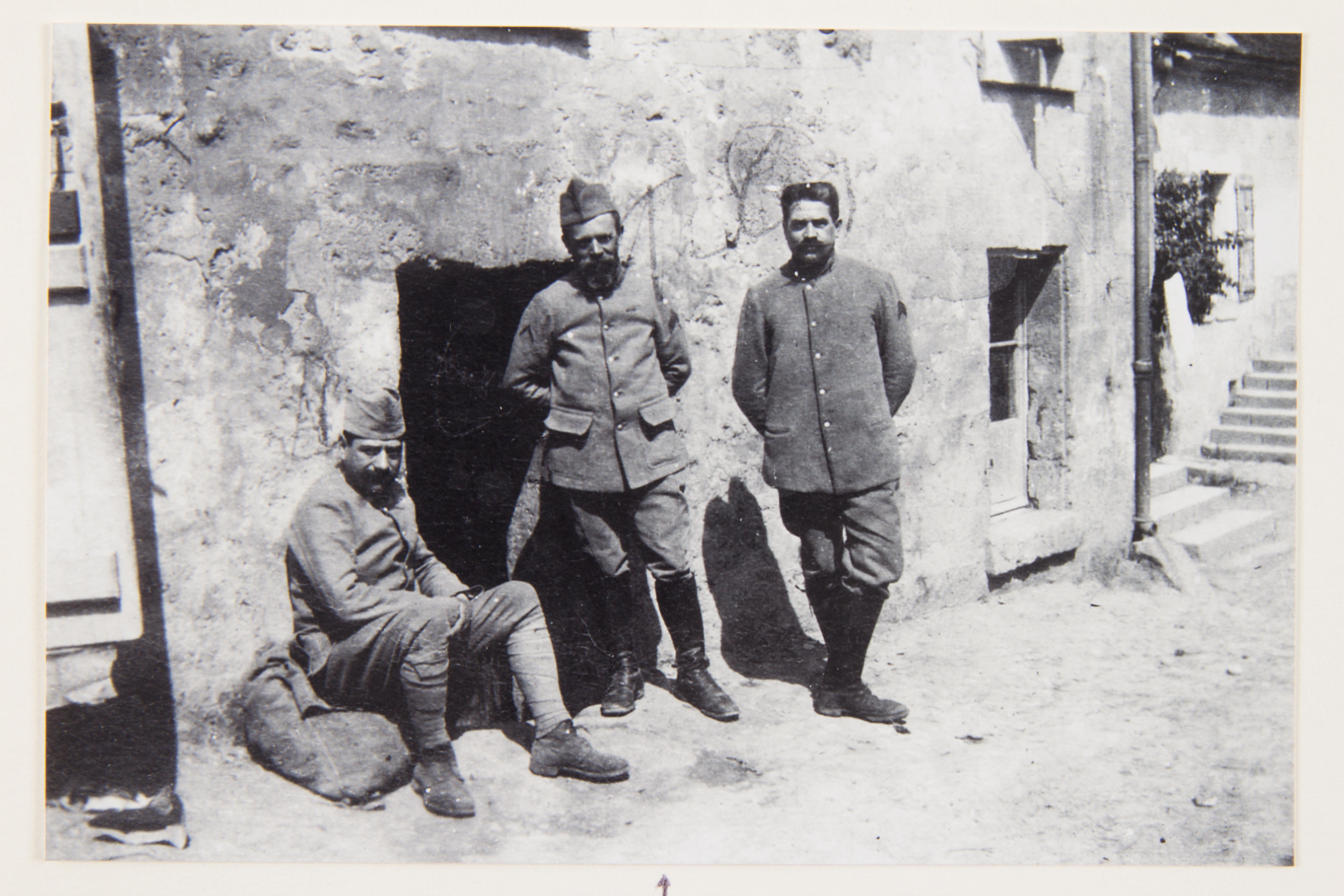
Territoriaux du 97e, 1916.

- 1er - 15 juin : retrait du front, repos et instruction sur le tir et sur le service en campagne dans la région de Pogny, puis transport par VF en direction de Verdun au Faubourg Pavé.
- 15 - 23 juin : engagé dans la bataille de Verdun, travaux d'aménagement du terrain et de logistique dans la région du ravin des Vignes, du bois de Fleury, Thiaumont, la Caillette et le ravin de la Mort, tout cela sous les obus allemands qui occasionnent des pertes quotidiennes. Les compagnies de mitrailleuses renforcent la ligne des unités d'active.
- 22 juin : dans la nuit du 22 au 23 juin, fort bombardement allemand d'obus à gaz.

- 23 - 29 juin : rattaché lors de l'attaque allemande à la 130e division d'infanterie, il occupe un secteur autour du bois de Fleury et de la route de la chapelle Sainte-Fine.
- 28 juin : le lieutenant-colonel Belmon commandant le régiment est tué, le régiment déplore pendant ces combats la pertes de 58 tués, 226 blessés et 71 disparus.

- 29 juin - 7 juillet : retrait progressif du front, remplacé par des unités d'active. Repos et réorganisation au faubourg pavé. Le 5 juillet, le 3e bataillon est supprimé. Ses effectifs sont distribués aux deux bataillons restants pour les recompléter.
- 7 - 15 juillet : mouvement vers le front dans le secteur de Souville, vers la cote 263 et la cote 337 au nord de la caserne Marceau, très violent bombardement allemand.
- 15 juillet - 27 août : retrait du front, placé en seconde position vers Belrupt-en-Verdunois, Landrecourt-Lempire où le régiment est employé pour aménager les chemins d'accès au tunnel de Tavannes. Au cours des mois de juin à août, le régiment a perdu 14 officiers et 580 hommes de troupe.
- 27 août - 8 septembre : retrait du front par camions, repos dans la région de Dormans.
- 8 - 19 septembre : mouvement par VF vers Maricourt, repos.
- 19 septembre - 27 décembre : engagée dans la bataille de la Somme, travaux de soutien dans la région de Frise et de Curlu.
- 5 octobre : les 1re et 8e compagnies sont transformées en compagnies muletières pour ravitailler les troupes en première ligne. Elles perçoivent des mules à Jumel
- 25, 26 décembre : le régiment est rassemblé à Abbeville-Saint-Lucien. Un nouveau décompte fait état de 1971 officiers, sous-officiers et militaires du rang.

- 27 décembre 1916 - 11 janvier 1917 : retrait du front, repos.

#### 1917

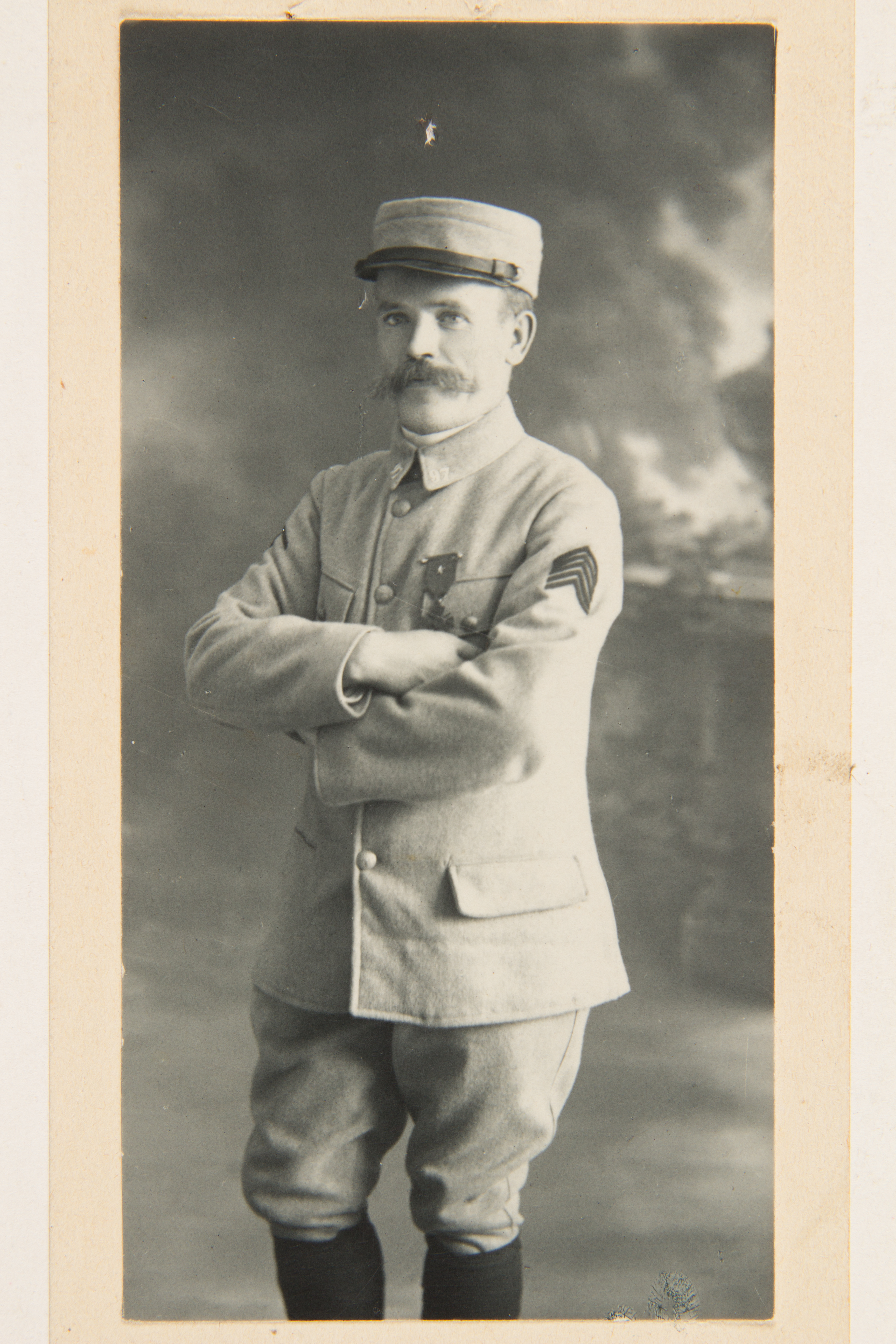
Portrait de studio d'un militaire du décoré de la croix de guerre, 1917.

- 10 janvier - 21 juin : le régiment est embarqué à la gare de Hermes pour Neuilly Saint-Front où il est utilisé par le service des routes pour remettre en état les voies de communication de l'avant dans la région de Fère en Tardenois.
- 1er avril : réorganisation en deux bataillons de trois compagnies à quatre sections. Deux compagnies sont dissoutes et servent à augmenter les autres d'une section.

- 22 juin - 16 juillet : un détachement est mis à disposition du sous-préfet de Baume-les-Dames pour effectuer des travaux agricoles, un autre à la disposition du sous-préfet de Remiremont.
- 16 juillet 1917 - 15 janvier 1918 : le régiment est rassemblé pour être transféré dans la région de Corcieux, Moyenmoutier à la disposition de la 170e division d'infanterie, travaux de soutien.
- 24 septembre : le lieutenant-colonel Gardin quitte la tête du régiment. Il est remplacé par le lieutenant-colonel de Verna. Au 1er janvier 1918, le régiment compte 1587 officiers, sous-officiers et militaires du rang.

#### 1918
- 15 janvier - 28 mars : concentration du régiment, puis transport par VF de la gare de Bruyères vers Lure. Il y est mis au repos puis participe à des travaux de soutien dans la région et notamment, la construction du terrain d'aviation de Lure-Malbouhans. IL effectue par ailleurs des travaux forestiers en forêt du Mont de Vannes.
- 28 mars - 8 mai : engagé dans l'opération Michael, le régiment est dirigé vers Roye mis à disposition de la 26e division d'infanterie au sud de Montdidier, dans la région d'Assainvillers. Le régiment reçoit alors une mission opérationnelle.
- 28 mars : il assure la liaison entre les 22e et 26e divisions le long d'une ligne Broyes, Royaucourt. Les deux divisions se replient laissant le régiment seul face aux troupes allemandes. le régiment résiste ensuite sur une ligne Grivesnes - Montdidier - Le Cardonnois. Repli vers Quinquempoix, puis organisation d'une ligne de défense en avant de Folleville.

- 8 mai - 12 août : il est amené à Pont Sainte-Maxence pour y être embarqué en chemin de fer en direction de Lunéville et de Charmes. Il y reçoit une mission opérationnelle sur le front dans la forêt de Parroy, une mission de logistique d'exploitation des scieries et diverses missions de soutien. Le 12 août, le 97e RIT est dissous pour donner naissance à deux bataillon de pionniers à 3 compagnies. Le 1er bataillon est mis à la disposition de la 154e division d'infanterie. Les deux compagnies de mitrailleuses sont regroupées avec deux autres compagnies du même type du 112e RIT pour former le 6e bataillon de mitrailleuses de corps d'armée.

## Drapeau
Il porte, cousues en lettres d'or dans ses plis, les inscriptions suivantes :
- Verdun 1916

### Sources et bibliographie
- Historique du 97e régiment d'infanterie territoriale : guerre de 1914-1918, Riom, Impr. du Courrier du Puy-de-Dôme, 1920, 20 p., lire en ligne sur Gallica.